# 保科正之
保科正之（日语：／ Hoshina Masayuki，1611年6月17日—1673年2月4日），日本江戶時代大名，歷任信濃國高遠藩主、出羽国山形藩主、陸奧國会津藩藩主。他是江戶幕府第二代將軍德川秀忠之子，後成為保科正光養子。其兄德川家光封他出羽國山形藩二十萬石、陸奧國會津藩二十三萬石，為會津松平家第一代當主。

## 簡介
幕府將軍德川秀忠四子，生母為側室阿靜（淨光院），幼名幸松。由於秀忠未同意阿靜（淨光院）的側室地位，因此在幸松出生以後，不敢養在城裡，便將阿靜與幸松母子託給武田信玄次女見性院照顧。後來見性院將幸松養育到七歲時，又將正之交給和武田家有關係的保科正光做養子。
保科正光沒有兒子，雖另有養子，不過在收幸松做養子後，就讓幸松當自己的繼承人。1629年正之十八歲時，因為秀忠的正室已死，正之才第一次與秀忠正式見面。兩年以後，正光過世，正之繼承信濃國高遠藩三萬石。秀忠死後，其兄三代將軍德川家光對他頗為看重，先是於1636年讓他拜領出羽國山形藩二十萬石，在1643年又拜領陸奧國會津藩二十三萬石，會津的正之一族後來一直存續到幕末。
1651年，家光臨死之際，把正之喚到枕邊，將四代將軍德川家綱託付給他。正之感念家光的重視之恩，在1668年時寫下了「會津家訓十五箇條」，其中載明「會津藩是為了守護將軍家而存在，如有藩主背叛則家臣不可跟隨」，後來的藩主與藩士們都遵守這些條規，一直到幕末的藩主松平容保也持續遵守這項遺訓，因此後來幕末時會津藩成為佐幕派的中心。
1669年，讓位給其子保科正經，1673年過世，享年六十一歲。因為他生前曾向吉川惟足學習神道，所以他的後事按照神式辦理，其靈社號為「土津靈神」，其墓在福島縣耶麻郡豬苗代町的見彌山。
在他生前，有人勸他改用德川家的本姓「松平氏」，証明是幕府的宗親。但他為了感念保科家對他的養育之恩，不願更改其姓，終生都姓保科。一直到三代藩主松平正容時，才改回松平姓，以及使用德川家的葵紋。
正之同時也是個很有熱忱的朱子學學者，以朱子學做為統治的基礎，不但確立了身份制度的固定化，還大力推行男尊女卑的觀念。他受山崎闇齋的影響很深，再加上向吉川惟足學習神道的關係，使他走上神儒一致之道。

## 家系
- 正室：菊姬（磐城平藩初代藩主內藤政長女）
  - 長男：幸松（夭逝）
- 繼室：於萬之方（藤木弘之女，服侍正之的異母姐，後水尾天皇的中宮東福門院德川和子） 
  - 次男：保科正賴（日语：保科正頼）（1640年~1657年）
  - 長女：媛姬（出羽國米澤藩藩主上杉綱勝（日语：上杉綱勝）正室）
  - 次女：（夭折）
  - 三男：將監（夭折）
  - 四男：保科正經（二代藩主）
  - 五女：（稻葉正往正室）
  - 六女：（夭折）
  - 七女：（夭折）
  - 五男：保科正純
- 側室：牛田氏 
  - 三女
  - 四女：摩須姬（加賀藩藩主前田綱紀正室）
- 側室：沖氏 
  - 六男：松平正容（日语：松平正容）（三代藩主）
- 側室：澤井氏